# Teodoro Nguema Obiang Mangue
Teodoro Nguema Obiang Mangue (circa 25 de juny de 1969, més conegut com a Teodorín) és el Segon Vicepresident de Guinea Equatorial, en el càrrec des de 2012. És fill de Teodoro Obiang Nguema Mbasogo, president de Guinea Equatorial, i de la seva primera esposa Constancia Okomo. Va treballar durant anys al Ministeri d'Agricultura i Boscos en el govern del seu pare fins que el maig de 2012 fou nomenat pel seu pare segon vicepresident encarregat de defensa i seguretat.

## Educació
Nguema Obiang va estudiar a l'Ecole des Roches de Normandia, una escola francesa privada, també va estudiar cinc mesos a la Universitat Pepperdine a Malibú (Califòrnia). Tanmateix, segons The Times, Obiang és graduat per aquesta universitat.

## Polèmica
Durant la seva permanència en el ministeri d'Agricultura i Boscos de Guinea Equatorial, Obiang cobrava 3.200 euros al mes.
El New York Times va informar en 2004 que era "empresari de música rap i bon vivant, amant dels Lamborghinis i de llargues estades a Hollywood i Rio de Janeiro".
Va ser criticat pels mitjans de comunicació internacionals per gastar prop de 10 milions de rands en un cap de setmana a Sud-àfrica, distribuint aquesta despesa en comprar xampany, i en adquirir un Bentley Arnage 2004 negre, un Bentley Continental R 2005 de MG Rover color crema a Ciutat del Cap i un Lamborghini Murciélago 2005, tot i que es va veure obligat a subhastar totes aquestes propietats per tal de paga un deute amb un empresari sud-africà.
Fonts oficials estatunidenques creuen que la majoria o potser tota la seva riquesa prové de la corrupció relacionada amb les reserves de petroli i gas a Guinea Equatorial.
Els interessos estrangers d'Obiang inclouen dues cases a Sud-àfrica per un valor combinat de 50 milions de rands, un complex de 31 milions de dòlars a Malibú (Califòrnia), una casa de 5.000 metres quadrats a l'Avenue Foch a l'exclusiu 16è districte de París, i la discogràfica de hip-hop TNO Entertainment. En 2008 posseïa un dels 30 models de l'esportiu Bugatti Veyron 16.4 (estimat en 1.100.000 €) i un Maserati MC 12 de 700.000 €. Després va intentar comprar un altre Bugatti Veyron, i va tractar d'adquirir un tercer. A finals de 2011, ambdós Veyrons, així com 9 altres cotxes de la seva propietat van ser confiscats per la policia francesa que investigava la corrupció. En juliol de 2013 els béns confiscats van ser venuts en subhasta.

### Càrrecs per malversació
L'octubre de 2011, set anys després que el Subcomitè Permanent d'Investigacions del Senat exposés els comptes secrets de la família Obiang al Riggs Bank de Washington i cinc anys després que l'entitat sense fins de lucre Global Witness van descobrir la seva mansió comprada a Malibú (Califòrnia), el Departament de Justícia dels Estats Units va anar a la Cort Suprema per embargar 70 milions de dòlars dels actius estatunidencs de Nguema, que inclouen un jet Gulfstream, iots, cotxes i objectes de col·lecció de Michael Jackson.
L'11 de juny de 2012 el Departament de Justícia (DoJ) va presentar una demanda esmenada contra Obiang, després que un jutge va demanar més proves de la suposada corrupció. La demanda estableix que Obiang va gastar 315 milions de dòlars en propietats i béns de luxe entre 2004 i 2011. D'acord amb la denúncia, Obiang, mentre que era ministre d'Agricultura, va percebre "impostos" personals de les empreses fusteres locals i estrangeres a canvi de llicències d'explotació i exportació de fusta, com ara un impost de 28,80 dòlars per cada arbre exportat, per a finançar el seu luxós estil de vida. Els fiscals afirmen que les seves despeses "eren incompatibles tant amb el seu sou oficial de menys de 100.000 dòlars a l'any, i la renda fraudulenta que suposadament generaven les seves empreses." A l'octubre de 2014, Obiang va arribar a un acord amb el Departament de Justícia renunciant a la seva mansió de Malibú, un Ferrari i porcions de la seva col·lecció de Michael Jackson, per un valor total estimat de 34 milions de dòlars. Vint milions de dòlars de la recaptació es destinaran a una institució de caritat en benefici del poble de Guinea Equatorial.
Al juliol de 2012 es va emetre una ordre d'arrest contra Obiang. Menys d'un any abans, al febrer, la policia francesa va registrar una mansió parisenca que pertany a Obiang, per un valor aproximat de 100 milions € i hi van descobrir articles de luxe a l'interior per valor de milions d'euros. La mansió va ser confiscada per les autoritats franceses l'agost de 2012. En resposta, Guinea Equatorial va presentar una demanda contra França en la Cort Penal Internacional acusant França de violar la immunitat diplomàtica dels seus representants i locals.

## Possible successió
En 2005 es va informar que anava a ser nomenat vicepresident de Guinea Equatorial, cosa que, segons la constitució, li permetria accedir a la presidència després de la jubilació del seu pare. Finalment va ser elevat al càrrec de Segon Vicepresident encarregat de la defensa i la seguretat el 21 de maig de 2012, juntament amb l'ex-primer ministre Ignacio Milam Tang, que va ser designat com a vicepresident primer.